# Nikolaj Lie Kaas

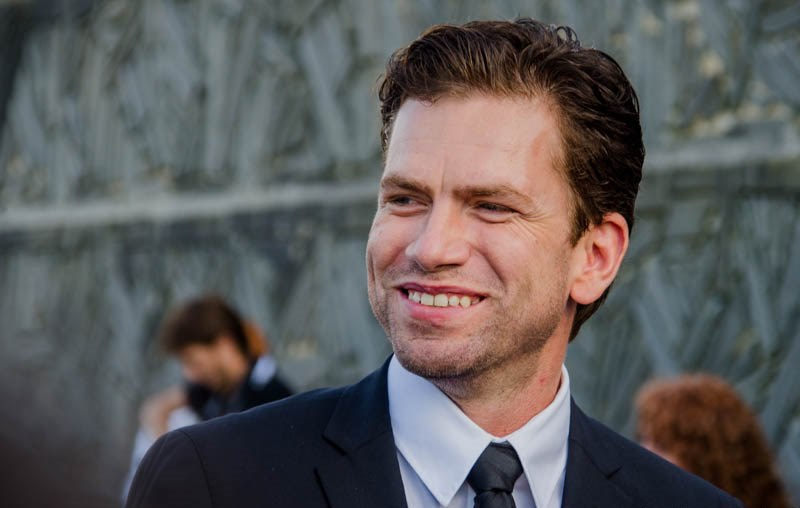
Nikolaj Lie Kaas (2014)

Nikolaj Lie Kaas (* 22. Mai 1973 in Glostrup) ist ein dänischer Film- und Theaterschauspieler. Der Sohn eines Schauspielerpaares feierte Anfang der 1990er-Jahre als Jugendlicher sein Filmdebüt und trat seitdem in über 60 Film- und Fernsehrollen, überwiegend Dramen, in Erscheinung. Mehrfach wurde er mit den wichtigsten dänischen Filmpreisen Bodil und Robert ausgezeichnet.

## Leben

### Kindheit und Spielfilmdebüt
Nikolaj Lie Kaas wurde 1973 als Sohn des Schauspielers und Komödianten Preben Kaas und Anne Marie Lie, ebenfalls eine Schauspielerin, geboren. Der aus der zweiten Ehe seines Vaters stammende Halbbruder Jeppe Kaas ist ebenfalls Schauspieler und als Kapellmeister tätig. Sein Vater, bekannt geworden in Dänemark durch seine Rolle des Dynamit-Harry in den Filmen der Olsenbande, beging 1981 Suizid. Seine Mutter nahm sich das Leben, als Kaas fünfzehn Jahre alt war. Trotz der familiären Schicksalsschläge entschloss sich Nikolaj Lie Kaas, in die Fußstapfen seiner Eltern zu treten und ebenfalls eine Karriere als Schauspieler anzustreben. Im Jahr 1991 feierte er sein Spielfilmdebüt in Søren Kragh-Jacobsens Die Jungen von St. Petri. In dem Drama, das auf einem Drehbuch von Kragh-Jacobsen und Bjarne Reuter basiert, schlüpfte der damals 17-jährige in die Rolle des Otto, der sich im von den Nationalsozialisten besetzten Dänemark einer Gruppe von Mitschülern anschließt, die leise gegen die Besatzer rebelliert. Die Jungen, die Poster aufhängen und den deutschen Soldaten die Helme stehlen, werden von dem Sohn eines Kollaborateurs zu immer gewalttätigeren Maßnahmen angetrieben. Schon seine erste Filmrolle brachte Nikolaj Lie Kaas großes Lob seitens der Kritiker ein und er wurde 1992 mit den beiden wichtigsten dänischen Filmpreisen Bodil und Robert jeweils als Bester Nebendarsteller ausgezeichnet.
Nach seinem erfolgreichen Schauspieldebüt war Nikolaj Lie Kaas zwei Jahre später in Erik Clausens Meine Kindheit auf Fünen zu sehen, eine Adaption der Autobiografie des dänischen Komponisten und Dirigenten Carl Nielsen (1865–1931). Mit 21 Jahren begann Kaas an der Staatlichen Theaterschule in Kopenhagen zu studieren und schloss sein Schauspielstudium im Jahr 1998 ab. In diesem Jahr gelang es ihm auch, mit Lars von Triers Idioten an seinen vorherigen Erfolg anzuknüpfen. Das Drama um eine Gruppe von Jugendlichen, die sich in der Öffentlichkeit als geistig Behinderte ausgeben, gilt neben Thomas Vinterbergs Das Fest als einer der ersten Repräsentanten der Dogma-Bewegung, und Kaas gewann für die Rolle des Jeppe 1999 erneut die Bodil als bester Nebendarsteller. Daraufhin trat der Schauspieler sowohl im Film in Erscheinung als auch auf der Theaterbühne, wo er in klassischen Stücken am Königlichen Theater ebenso brillierte, wie in experimentellen Dramen auf kleineren Bühnen. Es folgten die Komödien In China essen sie Hunde und Flickering Lights von Lasse Spang Olsen bzw. Anders Thomas Jensen, mit denen er sich nicht auf einen bestimmten Rollentypus festlegte bzw. sich auch selbst parodierte. Am Königlichen Theater agierte Kaas 2001 in dem Stück Peer Gynt, im selben Jahr feierte er einen weiteren Erfolg im dänischen Kino. In Åke Sandgrens Dogmafilm Ein richtiger Mensch spielt Kaas den unsichtbaren P, der in der Fantasie eines 7-jährigen Mädchens existiert, jedoch nach und nach zum realen Menschen reift. Hierfür gewann er ein Jahr später den Robert als Bester Hauptdarsteller.

### Erfolg mit „Open Hearts“ und internationale Filmkarriere
Der internationale Erfolg stellte sich 2002 durch die Zusammenarbeit mit der Dogma-Regisseurin Susanne Bier ein. In dem Beziehungsdrama Open Hearts spielt Nikolaj Lie Kaas Joachim, der plant seine Freundin Cæcilie (gespielt von Sonja Richter) zu heiraten. Die Zukunftspläne werden über den Haufen geworfen, als der junge Mann angefahren wird und eine Querschnittlähmung davonträgt. Das Werk in weiteren Rollen mit Paprika Steen und Mads Mikkelsen besetzt, stand in der Gunst von Kritikern und Kinopublikum und wurde mit zahlreichen Auszeichnungen bedacht, darunter die Preise der dänischen Filmakademie und des Verbands der dänischen Filmkritiker als Bester Film des Jahres. Unter den Gewinnern war auch Nikolaj Lie Kaas, der noch nicht einmal dreißig Jahre alt als Bester Nebendarsteller zum dritten Mal mit der Bodil und dem Robert ausgezeichnet wurde.
Der Erfolg blieb Kaas 2003 mit der Rolle in Ivanhoe am Königlichen Theater treu, sowie 2004 mit dem Drama Brothers – Zwischen Brüdern, in dem er erneut mit der Regisseurin Susanne Bier zusammenarbeitete und Ulrich Thomsen und Connie Nielsen seine Filmpartner waren. Kaas, der mittlerweile zu den bekanntesten Akteuren des dänischen Kinos zählt, arbeitete bis 2006 an sechs Filmproduktionen, darunter Scott Z. Burns Drama The Half Life of Timofey Berezin, in dem er an der Seite von Paddy Considine und Radha Mitchell seinen Einstand im internationalen englischsprachigen Kino feierte. Nach einer Rolle in der deutschen Fernsehproduktion Der Kommissar und das Meer (2008) folgte 2009 mit dem Part des Mr. Gray in Ron Howards Literaturverfilmung Illuminati neben Tom Hanks und Ayelet Zurer eine weitere Rolle im internationalen Kino. Abermals Lob seitens der Fachkritik in Dänemark brachte Kaas die Darstellung des bekannten Schauspielers Dirch Passer (1926–1980) in Martin Zandvliets Filmbiografie Dirch (2011) ein, wofür er erneut den Robert und die Bodil, jeweils als bester Hauptdarsteller, sowie den Ove-Sprogøe-Preis gewann.
Nikolaj Lie Kaas ist seit 2008 mit der Maskenbildnerin Anne Langkilde verheiratet. Mit ihr stand er u. a. gemeinsam 2003 in Dänische Delikatessen vor der Kamera. Das Paar hat zwei Töchter, wovon die ältere Tochter Gerda Lie Kaas ebenfalls als Schauspielerin tätig ist. Parallel zu seiner Laufbahn als Filmschauspieler verfolgt er auch eine erfolgreiche Theaterkarriere. So wurde Kaas für seine Interpretation des Peer Gynt am Königlichen Theater von Kopenhagen mit dem renommierten Reumert-Theaterpreis als Bester Hauptdarsteller ausgezeichnet. 2012 übernahm er in Katrine Wiedemanns Inszenierung von Günter Grass’ Die Blechtrommel (Bliktrommen) am Betty-Nansen-Theater die Rolle des Oskar Matzerath. Im selben Jahr war er in einer Hauptrolle in der dritten Staffel der Krimiserie Kommissarin Lund – Das Verbrechen (Forbrydelsen III) als Mitarbeiter des dänischen Geheimdiensts (PET) zu sehen. Die Darstellung des Mathias Borch brachte ihm 2013 den Robert als bester Hauptdarsteller in einer Fernsehserie ein.
Im Mai 2012 wurde bekannt, dass Nikolaj Lie Kaas Carl Mørck, die Hauptrolle in den Verfilmungen der erfolgreichen Krimiserie von Jussi Adler-Olsen, spielen wird. Im Rahmen der internationalen Produktion sind zehn Filme über einen Zeitraum von zehn Jahren geplant – Lie Kaas hat sich für die ersten vier verpflichtet. Der erste Film Erbarmen (Kvinden i buret) kam am 23. Januar 2014 in die deutschen Kinos.

## Filmografie (Auswahl)
- 1991: Die Jungen von St. Petri (Drengene Fra Sankt Petri)
- 1994: Meine Kindheit auf Fünen (Min fynske barndom)
- 1996: David’s Book (Davids bog)
- 1998: Idioten (Idioterne)
- 1999: In China essen sie Hunde (I Kina spiser de hunde)
- 2000: Flickering Lights (Blinkende lygter)
- 2001: Ein richtiger Mensch (Et rigtigt menneske)
- 2001: Jolly Roger
- 2002: Old Men in New Cars (Gamle mænd i nye biler)
- 2002: Open Hearts (Elsker dig for evigt)
- 2003: Dänische Delikatessen (De grønne slagtere)
- 2003: Stealing Rembrandt – Klauen für Anfänger (Rembrandt)
- 2003: Reconstruction
- 2004: Brothers – Zwischen Brüdern (Brødre)
- 2005: Der Sonnenkönig (Solkongen)
- 2005: Adams Äpfel (Adams æbler)
- 2005: Todeshochzeit (Mørke)
- 2005: Allegro
- 2006: Das Genie und der Wahnsinn (Sprængfarlig bombe)
- 2006: The Half Life of Timofey Berezin
- 2007: Bedingungslos (Kærlighed på film)
- 2008: Der Kandidat (Kandidaten)
- 2008: Der Kommissar und das Meer
- 2009: Illuminati (Angels & Demons)
- 2009: Das Ende der Welt (Ved Verdens Ende)
- 2010: Parterapi
- 2010: Varg Veum – Zeichen an der Wand (Varg Veum – Skriften på veggen)
- 2010: Whistleblower – In gefährlicher Mission (The Whistleblower)
- 2011: Grantræet (Sprechrolle)
- 2011: Dirch
- 2011: Beast
- 2012: Sover Dolly på ryggen?
- 2012: Kommissarin Lund – Das Verbrechen III (Forbrydelsen III, Fernsehserie)
- 2013: Skytten
- 2013: Erbarmen (Kvinden i buret)
- 2014: Schändung (Fasandræberne)
- 2014: Zweite Chance (En chance til)
- 2015: Men & Chicken (Mænd & Høns)
- 2015: Kind 44 (Child 44)
- 2016: Follow the Money (Bedrag, Fernsehserie)
- 2016: The Last King – Der Erbe des Königs (Birkebeinerne)
- 2016: Erlösung (Flaskepost fra P)
- 2017: Du forsvinder
- 2018: Britannia (Fernsehserie)
- 2018: Verachtung (Journal 64)
- 2020: Helden der Wahrscheinlichkeit (Retfærdighedens ryttere)
- 2022: Riget Exodus
- 2024: Families Like Ours – Nur mit Euch (Fernsehserie, 7 Folgen)

## Theaterstücke
- 1998: Boy and the Darkness – Rolle: Dengse (Teater Mungo Park)
- 1998: Pitty She’s a Bitch – Rolle: Giovanni (Det Kongelige Teater)
- 1999: The Quay West – Rolle: Fak (Det Kongelige Teater)
- 1999: History of Meanness – Rolle: Kasimir (Kaleidoskop)
- 1999: Love Quarrels – Rolle: Dumain (Det Kongelige Teater)
- 2000: The Unpredictable – Rolle: Torben (Det Kongelige Teater)
- 2000: Eremits – Rolle: Antonius (Café Theatre)
- 2001: Peer Gynt – Rolle: Peer Gynt (Det Kongelige Teater)
- 2002: Fighting Zone – Rolle: Michel (Det Kongelige Teater)
- 2003: Ivanhoe – Rolle: Ivanhoe (Det Kongelige Teater)
- 2004: Summerguests – Rolle: Vassla (Betty Nansen Teatret)
- 2004: Demokrati (Betty Nansen Teatret)
- 2005: San Diego (Det Kongelige Teater)
- 2006: Rosenkranz & Güldenstern (Rosenkrantz og Gyldenstjerne – Aveny-T)
- 2008: Wer hat Angst vor Virginia Woolf? (Hvem er bange for Virginia Woolf) – Rolle: Nick (Ostre Gasvaerk TeaterØstre Gasværk Teater)
- 2012: Die Blechtrommel (Bliktrommen) – Rolle: Oskar Matzerath (Betty Nansen Teatret)

## Auszeichnungen

### Bodil
- 1992: Bester Nebendarsteller für Die Jungen von St. Petri
- 1999: Bester Nebendarsteller für Idioten
- 2002: nominiert als Bester Hauptdarsteller für Ein richtiger Mensch
- 2003: Bester Nebendarsteller für Open Hearts
- 2005: nominiert als Bester Hauptdarsteller für Brothers – Zwischen Brüdern
- 2012: Bester Hauptdarsteller für Dirch
- 2021: nominiert als Bester Nebendarsteller für Helden der Wahrscheinlichkeit

### Robert
- 1992: Bester Nebendarsteller für Die Jungen von St. Petri
- 2001: nominiert als Bester Nebendarsteller für Flickering Lights
- 2002: Bester Hauptdarsteller für Ein richtiger Mensch
- 2003: Bester Nebendarsteller für Open Hearts
- 2004: nominiert als Bester Hauptdarsteller für Dänische Delikatessen
- 2005: nominiert als Bester Nebendarsteller für Brothers – Zwischen Brüdern
- 2006: nominiert als Bester Hauptdarsteller für Todeshochzeit
- 2007: nominiert als Bester Nebendarsteller für Das Genie und der Wahnsinn
- 2008: nominiert als Bester Nebendarsteller für Bedingungslos
- 2012: Bester Hauptdarsteller für Dirch
- 2013: Bester Hauptdarsteller in einer Fernsehserie für Kommissarin Lund – Das Verbrechen III
- 2014: nominiert als Bester Hauptdarsteller für Erbarmen
- 2015: nominiert als Bester Hauptdarsteller für Schändung
- 2017: nominiert als Bester Hauptdarsteller für Erlösung
- 2017: nominiert als Bester Nebendarsteller (Fernsehserie) für Follow the Money
- 2018: nominiert als Bester Hauptdarsteller für Du forsvinder
- 2021: nominiert als Bester Hauptdarsteller für Helden der Wahrscheinlichkeit

### Weitere
Shooting Star
- 2003: Shooting Star Award

Cinemanila International Film Festival
- 2004: Bester Darsteller für Reconstruction

Indianapolis International Film Festival
- 2005: Spezialpreis der Jury für das Schauspielensemble (gemeinsam mit Connie Nielsen, Ulrich Thomsen und Bent Mejding) für Brothers – Zwischen Brüdern

Lauritzen-Preis 2015
Reumert-Preis
- 1999: Talentpreis
- 2002: Bester Hauptdarsteller für Peer Gynt
- 2005: nominiert als Beste Hauptdarsteller für Demokrati

Ove-Sprogøe-Preis
- 2011: Für seine Rolle in dem Film Dirch als Darsteller von Dirch Passer.